# Cautiva en la selva
Cautiva en la selva és una pel·lícula filmada en colors de l'Argentina dirigida per Leo Fleider segons el guió de Jorge Falcón que es va estrenar el 30 d'octubre de 1969 i que va tenir com a protagonistes a Ricardo Bauleo, Libertad Leblanc, Gilberto Peyret i Jorge Salcedo.

## Sinopsi
Laura (Libertad Leblanc), una sensual stripper, rep del seu amant (Jorge Salcedo) un sobre amb ordre d'obrir-lo només en cas que ell mori. Quan aquest és assassinat, ella obre el sobre, trobant la meitat d'un misteriós mapa i un paper amb instruccions. Seguint aquestes, Laura viatja a Guayaquil, on entra en contacte amb un geòleg argentí (Ricardo Bauleo), qui posseeix l'altra meitat del mapa. Resulta ser el mapa d'un quantiós tresor enterrat en plena selva equatoriana, en territori dels temibles indis auca, reduïdors de caps. Tots dos es posen en camí, disposats a afrontar tots el perills que calguin, amb la condició de fer-se amb el valuós botí. Però la bellesa i sensualitat de Laura faran despertar el desig en tots els homes al llarg de la perillosa expedició.

## Repartiment
- Ricardo Bauleo
- Mario Casado
- Julio Di Palma
- Libertad Leblanc... Laura
- Gilberto Peyret... Ivan
- Jorge Salcedo
- José Vicente Espinales Tejena... Periodista

## Comentaris
La Prensa va escriure:
| « | ”L'argument es concentra en una cosa tan vella com el d'un mapa que assenyala on està amagat un tresor.” | » |

La Razón va informar:
| « | ”Indis, violència i colorida aventura.” | » |